# Вишневецкий, Иеремия
Князь Иеремия (Ярема) Михаил Корибут-Вишневецкий (пол. Jeremi (Jarema) Michał Korybut Wiśniowiecki; укр. Єремі́я (Ярема) Миха́йло Корибут-Вишневе́цький; 17 августа 1612, Лубны — 20 августа 1651, лагерь под Паволочью) — государственный и военный деятель Речи Посполитой из рода Вишневецких, воевода русский (1646—1651), основной предводитель польско-литовских войск во время восстания Богдана Хмельницкого в 1648—1651 годах. 

## Титул
Князь на Вишневце, Лубнах и Хороле (1615—1651), староста перемышльский (1649—1651), каневский (1647—1651), прасмыцкий (1649—1651) и новотарский (1649), староста гадяцкий (1634—1651), рейментар великий коронный, воевода русский (1634—1651). 

## Детство
Князь Иеремия Вишневецкий родился в 1612 году. Его родителями были Михаил Вишневецкий (ум. 1616), староста овручский (1603—1615), каштелян киевский, и Раина Могилянка (1588 — после 18.01.1619), двоюродная сестра киевского митрополита Петра Могилы. Оба они отличались приверженностью православной вере. При крещении мальчик получил имя Иеремия-Михаил в честь своих дедов.
Михаил Вишневецкий умер около 1616 года. Опека над детьми и поместьями перешла к его вдове. Спустя ещё два года королевская канцелярия реанимировала старый иск старшего королевского коморника Станислава Мышки к Михаилу Вишневецкому «о незаплачене юркгелту певного золотих полских 600 (по 300 за 1612 и 1613 года)… водлугъ конституции року 1607 о процесе скарбовом уфаленое, так же и о незаплачене шкод таковоє ж сумы». Детали дела неизвестны. Сумма не была такой большой, чтоб княгиня не могла её заплатить. Тем не менее, решение было принято очень быстро (возможно, даже в отсутствие ответчика). 11 июня 1618 года королевским указом Раина Вишневецкая была осуждена на баницию (изгнание). По закону, баниция распространялась и на её детей — Иеремию и Анну. О том, что это дело — инициатива короля, говорит фраза из текста указа «з розказанъя і приданъя нашого и с повинности уряду своего тую баницию на помененных позваных (ответчиков) голосом вынеслымъ тут в Варшаве». Вельможам Речи Посполитой было предписано, чтобы те не смели общаться с княгиней Раиной и её детьми, не принимали их в своих домах и не помогали им советами («яко з банитами… жадного сполку и обцованя не мели, оных в домах и маетностях своих не переховывали, рады и помочи имъ ни в чомъ не додавалы»). Около 1619 года умерла и Раина Вишневецкая, а опеку над Иеремией и его младшей сестрой Анной вместе с их поместьями получил их дядя — князь Константин Вишневецкий.

## Образование
Учёбу князь Иеремия начал во Львове. Князь Константин отдал племянника на несколько лет на воспитание в Коллегиум иезуитов во Львове, где (по одной из версий) несколькими годами раньше обучался Богдан Хмельницкий. Через несколько лет Иеремия вместе с двумя сыновьями Константина, его ровесниками, отправился в Европу. Их путь лежал через Италию, Испанию и Голландию. В 1628 году они посетили Рим, в 1629 году — Падую, а в 1630 году были в Болонье. Однако, судя по тому, на какое время они оставались в этих городах, нельзя говорить, что они много успели там изучить. Скорее всего они выучили там латынь, что было единственным видимым признаком их европейской учёбы.
В 1631 году Иеремия инкогнито прибыл в Нидерланды, где познакомился с современным искусством фортификации, поскольку Нидерланды в этом вопросе находились тогда на первом месте в Европе. Полученные там знания он позже с успехом применял во время обороны Збаража. Позаимствованная в Голландии технология постройки редута была применена под Берестечком. Есть сведения, что в это время Иеремия посетил также и Францию, однако эта версия неправдоподобна и не отражена в документах. В том же 1631 году князь вернулся из Европы домой и вступил во владение «Вишневетчиной» или «Лубенским государством».
Вступив во владение своей землёй, он не забывает и вопросы образования и культуры. Князь становится и меценатом. Известно шесть книг с авторскими посвящениями ему. Возможно, они были и в его личной библиотеке. Среди их авторов — Пётр Могила, Кирилл Ставровецкий, Николай Лавринович. Книги — это не только панегирики, но и проповеди, статьи в прозе и стихи учительно-религиозного характера. Где-то за месяц до падения Вишневетчины, 1 мая 1648 года в Киевском Лаврском издательстве вышел текст представления-декламации, исполнители которого были слушатели класса риторики Киево-Могилянской академии. Книга адресовалась князю Иеремии.

## Вероисповедание
В 1631 году князь Иеремия перешёл из православия в католичество. Существует легенда, что Раина якобы клятвой обязала сына не изменять своей вере, но Иеремия нарушил её. Возможно, речь идет о так называемом «бродячем сюжете», которыми изобиловала православная полемическая литература в начале XVII века в Речи Посполитой.
Однако есть основания полагать, что в основу этой легенды был положен реальный документ — это подтверждает так называемый «фундуш» Раины на основание Мгарского монастыря. Этим документом налагалась «анафема»(пол. klątwa) на того, кто посмел бы отнимать привилегии у обитателей монастыря или притеснять на его землях православие. 
Не известно ни одного письменного доказательства притеснения Иеремией православных верующих в его владениях. Однако он активно способствовал распространению католической веры на подконтрольной территории. Первоначально использовались экономические методы, позднее — военные. Основной опорой в проведении данной политики для князя был иезуитский орден.
Вишневецкий поддерживал основанную его дядей святителем Петром Могилой Киево-могилянскую коллегию. Сохранились посвящения учащихся своих работ Иеремии.
Таким образом, де-юре Иеремия никоим образом не нарушил завещания матери. Хотя в народе сохранилось мнение о том, что мать прокляла его за вероотступничество. Тем не менее, в его войске служили не только католики, но и православные, и протестанты. Воспитание сына, чтобы не вырос ни православным, ни католическим фанатиком, он поручил протестантке Теодоре Домарацкой.

## Смоленская война
Возвращение князя Иеремии Вишневецкого из поездки на Украину произошло во время Смоленской войны с Русским царством. Как раз в это время умирает польский король Сигизмунд III. Война началась с осады русским войском Смоленска. Молодой князь выступает на свою первую войну вместе с каменецким старостой Александром Песочинским. В 1633 и 1634-м годах в курский край вторгались войска Речи Посполитой под предводительством князя Иеремии Вишневецкого.
Главные нападения их были на Путивль, Курск и Севск, и все они потребовали на русской стороне крайнего напряжения военной силы — дворян, детей боярских и других ратных людей для борьбы с противником. В ходе кампании князь Иеремия опустошил ряд русских волостей, разграбив их и испепелив. Князь прославился тем, что жестоко сжигал деревни, приказывая «ни огня, ни железа врагу не жалеть». Здесь он получил ужасную славу и имя «Поджигателя». Однако Вишневецкий не преуспел во взятии городов. Осада Путивля в 1633 году, который был главной русской опорной крепостью на юго-западе, окончилась для польской стороны неудачей. В январе 1634 года Вишневецкий тщетно атаковал Курск, не сумев реализовать серьёзное численное превосходство своего польско-казацкого войска. В марте 1634 года Вишневецкий во главе 12-тысячного войска выступил на помощь королю Владиславу IV, собиравшемуся идти на Москву, но завяз при неудачной попытке взять Севск. Война завершилась без возможности для Речи Посполитой закрепить за собой какие-либо территории. Из Смоленской войны Вишневецкий вынес убеждение, что многие казацкие формирования ненадёжны. Во время осады Путивля казаки не слушались его приказов, а однажды попросту сбежали ночью из лагеря, а при осаде Севска занимались грабежом окрестности, неся потери.

## Хозяйственная деятельность
После войны 1634 года князь всего себя отдал активной деятельности в поместьях, полученных им от князя Константина. Заднепровские владения были огромными, но малозаселенными. Богаче Иеремии был только Владислав Доминик Заславский, ординат Острожский (по размеру земли, но не прибыли с неё). В 1641 году, после смерти дяди Константина, Иеремия становится старшим в роду и наследует остальные владения. Тогда же происходит судебный конфликт за наследство с Александром Людвиком Радзивиллом.
Князь начинает широко запланированную акцию по колонизации Заднепровья. До 1645 года количество населения в его владениях выросло в 7 раз (до 38000 домов и 230000 подданных). Сюда сбегали правобережные крестьяне, привлечённые обилием земли и двадцатилетними налоговыми льготами. В княжескую столицу собиралась мелкая шляхта, которая занимала административные должности на княжеских землях. Князь имел одну из крупнейших магнатских армий Речи Посполитой. Она насчитывала от 4 до 6 тысяч воинов, а в случае необходимости князь мог выставить, по различным сведениям, от 12 до 20 тыс. вооружённых людей. Со времени Смоленской войны 1632—1633 годов, описанной историком Рембовским, активно формирует реестровые казацкие полки — в 1630-х годах Миргородский и Черниговский, в 1640-х годах Винницкий, Брацлавский, Полтавский, Гадячский и другие. Он принёс на эти земли закон и порядок. Был самым большим землевладельцем — в 1646 году имел на Украине 230 тысяч подданных.
Михаил Грушевский писал, что латифундия Вишневецких была самой большой «не только на Украине и в Польше, но, возможно, и во всей Европе». Он содействует распространению местного самоуправления — получают Магдебургское право и городской статус Лубны, Полтава, Пирятин. Его владения польский учёный Александр Яблоновский считает даже не латифундией, а отдельной Заднепровской державой.

## Роль в подавлении казацких восстаний
Принимал участие в подавлении ряда казацко-крестьянских восстаний, в частности восстания Павлюка и восстания Острянина и Гуни, при этом отличался крайней жестокостью и любовью к пыткам, за что прослыл «грозой казаков». Как писал историк Николай Костомаров, Вишневецкий «сделался жестоким ненавистником и гонителем всего русского». По словам Костомарова, в качестве казней для мятежников Вишневецкий "придумывал самые изощрённые способы и наслаждался муками, совершаемыми перед его глазами, приговаривая «Мучьте их так, чтобы чувствовали, что умирают».
Когда в 1648 году началось восстание Хмельницкого, добивался начальства над шляхетским ополчением. Богдан Хмельницкий считал Вишневецкого своим первейшим врагом, а зверства, учиняемые им над православными крестьянами и казаками, ставил поводом к разрыву переговоров. В изначальный вариант Зборовского договора Хмельницким был внесён пункт о пожизненном запрете для Иеремии Вишневецкого занимать любые должности в военном руководстве Речи Посполитой. Позже Иеремия Вишневецкий возглавил коронные войска. Руководил обороной Збаража, был одним из командующих в битве под Берестечком.

## Смерть
Успешное командование своими хоругвями в победоносной для поляков битве под Берестечком было его высшим триумфом. Ничто, казалось, его уже не остановит на пути к королевскому престолу Речи Посполитой — либо де-юре, либо де-факто при номинальной власти польского государя и с ещё большими полномочиями — и возвращению его владений на Левобережье. Но судьба распорядилась иначе.
20 августа 1651 года 11:00 в польском военном лагере под Паволочью князь Вишневецкий умирает. До сих пор причины его смерти так и не выяснены. По одной версии он умер от отравления, по другой — от болезни во время эпидемии.
Хроники оставили нам описание последнего дня жизни князя. Как сообщают летописцы, в последний день Иеремия поел огурцов и запил их мёдом, а от этого заболел и умер. Однако даже в день его смерти такое объяснение не удовлетворило польское войско. Армия подозревала, что их любимого вождя отравили. Чтоб не допустить бунта, в присутствии коллектива было проведено вскрытие, которое не подтвердило версии об отравлении.
Популярность Иеремии в Речи Посполитой после его смерти была настолько высока, что это отразилось даже на карьере его воспитанника — князя Дмитрия Ежи Вишневецкого, который, несмотря на то, что совсем не был великим полководцем, стал тем не менее великим коронным гетманом, и сына — Михаила Томаша, избранного в 1668 году на польский престол. Конрад Т. Найлор поместил Иеремию Вишневецкого на 45-е место в своем списке людей, которые больше всего сделали для Польши.

## Погребение
В августе 1651 года тело Иеремии из-под Паволочи было перевезено в костел в Сокале. В сентябре 1653 года обедневшая Гризельда-Констанция Замойская перенесла прах мужа в бенедиктинское аббатство Святого Креста близ Кельц, чтобы защитить его от осквернения казаками и сохранить для надлежащего погребения.
Тем не менее, сын Иеремии король Михаил Корибут Вишневецкий ограничился установкой надгробия с надписью «Hieremias Cosacorum terror — Dux et princeps visnioviecus — Michaelis Primi Regis Poloniae Progenitor — ab A.D. 1653 depositus». Причиной, возможно, являлся то, что к 1670 после многократного захвата монастыря и трехлетнего пребывания в нём шведских войск идентификация останков не представлялась возможной.
В 1936 году в монастыре был вскрыт склеп Олесницких. Гроб, установленный на почетном центральном месте, был признан местом погребения Иеремии Вишневецкого, хотя документальные подтверждения этого отсутствовали. Останки были перенесены в стеклянный гроб и открыты для посетителей.
По мнению довоенного исследователя Владислава Томкевича, тело князя было уничтожено во время пожара в 1777 году. Проведенная в 1980 году экспертиза также не подтвердила принадлежность останков Вишневецкому, поскольку:
- останки не подвергались вскрытию, тогда как труп Иеримии Вишневецкого был публично вскрыт в Паволочи;
- рост погребенного составляет 163 см и превышает средние показатели XVII века (Вишневецкий согласно хроникам был низкого роста);
- прах князя был, вероятно, погребен в главном склепе костёла, а не в часовне Олесницких.

Установленная Михаилом Корибутом надгробная табличка была уничтожена в результате немецкой бомбардировки монастыря 6 сентября 1939 года.

## Владения Вишневецких
- Вишневец (родовое имение)
- Лубны (центр владений на Левобережье).
- Ромны
- Збаражский замок
- Замок на территории нынешней Брестской области, в районе деревни Жабер (начало XVIII века)

## В литературе
- Михаил Старицкий. «Богдан Хмельницкий» [1880-е)
- Генрик Сенкевич. «Огнём и мечом» (1884)
- Иван Нечуй-Левицкий. «Князь Иеремия Вишневецкий»
- Лина Костенко. «Берестечко», «Маруся Чурай»

## В кино
- В фильме Ежи Гоффмана «Огнём и мечом» (Польша, 1999) Вишневецкого сыграл Анджей Северин.
- В фильме «Богдан-Зиновий Хмельницкий» (Украина, 2007) — Виктор Кручина.